# الدیمان
الدیمان (به عربی: الديمان) یک منطقهٔ مسکونی در لبنان است که در شهرستان بشری واقع شده‌است.
 الدیمان   ۱٬۴۰۰ متر بالاتر از سطح دریا واقع شده‌است.